# Detuđmanizacija
Detuđmanizacija je pojam koji označava političke i društvene promjene poslije smrti predsjednika Republike Hrvatske Franje Tuđmana (1922. – 1999., predsjednik RH 1990. – 1999.), koje je obilježilo udaljavanje od njegove političke doktrine i načina upravljanja zemljom.

## Pojam
Pojam detuđmanizacija nastao je spajanjem riječi "de" te riječi tuđmanizacija, i znači odstranjivanje utjecaja političke doktrine prvog hrvatskog predsjednika Franje Tuđmanova i njegova lika poslije njegove smrti 1999. godine. Suprotan pojmu detuđmanizacije je tuđmanizam.

## Manifestacija i gledišta
Neki promatrači s desne strane političkog spektra za dio "detuđmanizacije" smatraju i razna omalovažavanja Domovinskog rata, te izručivanje hrvatskih generala sudu u Haagu.
Davor Butković piše za "Jutarnji list" 2009. godine:
"Današnja je Hrvatska velikim dijelom, srećom, detuđmanizirana. Detuđmanizacija, doslovno, znači odustajanje od najgorih (i najkarakterističnijih) aspekata Tuđmanove politike, bilo da je riječ o pretenzijama prema Bosni, bilo da je riječ o institucionalnoj korupciji, bilo da je riječ o preziru prema demokraciji. Retuđmanizacija, o kojoj govore pojedini tuđmanonostalgičari, danas je, srećom, posve nemoguća. Više ne postoji imalo značajniji broj hrvatskih građana koji bi željeli povratak u devedesete, kada se u svakom smislu živjelo lošije i nedostojnije nego danas. Međutim, u skoro potpunom raspadu sustava vrijednosti, koji obilježava današnje hrvatsko društvo, Franjo Tuđman može biti privlačan samo u jednom. Riječ je o nacionalnom ponosu. Nacionalni je ponos, baš i zbog raspada sustava vrijednosti, za mnoge Hrvate još uvijek itekako seksi kategorija, što je vidljivo i na Thompsonovima koncertima i na nogometnim utakmicama državne reprezentacije. Tuđman personificira nacionalni ponos, i to u onom starinskom, uskogrudnom, gotovo preddržavnom smislu.".
Butković glavnim akterima detuđmanizacije smatra šefa SDP-a i predsjednika Vlade RH 2000. – 2003. Ivicu Račana, predsjednika RH 2000. – 2010 Stjepana Mesića, te šefa HDZ-a i predsjednika Vlade RH 2003. – 2009. Ivu Sanadera.
Josip Jović piše za "Slobodnu Dalmaciju" 2010. godine o zaustavljenom procesu detuđmanizacije - opaža kako kod obilježavanja oslobodilačkih akcija Hrvatske vojske te godine, nitko, uključujući i novog predsjednika RH Ivu Josipovića nije propustio spomenuti Franju Tuđmana u pozitivnom kontekstu:
"...ostaje neodoljiv dojam kako je projekt «detuđmanizacije», podupiran iz ideologijskog svijeta neoliberalizma, globalizma, multikulturalizma, integralizma (europskog i balkanskog), protunacionalizma i tako dalje. (...) Sva ta nastojanja nisu uspjela u većini naroda narušiti poštovanje i osjećaj zahvalnosti spram novog «oca domovine» zbog stvaranja neprolaznog djela državne neovisnosti.(...) teze koje su se ponavljale bez argumenata, agresivno i redovito izvan konteksta, kojima se željelo nauditi Tuđmanovoj političkoj ostavštini demaskirale su se kao najobičnija politička propaganda, koja se raspršila kao vjetrom razneseni dim. Lopovluk je tek nakon 2000. doživio svoj puni procvat, Tuđman je najmanje odgovoran za podjelu BiH, u zapadnim krugovima ga nisu voljeli zato što je branio državne interese, a ne zato što nije bio demokrat, njegova ideja pomirenja bila je spasonosna i jedino moguća, a tobožnji antisemitizam, veličanje NDH pokazali su se kao čisto zlonamjerno podmetanje."

## Vanjske poveznice
- Detuđmanizacija da, ali ne nacionalna, nego lustracijska. Objavio: dnevno.hr. Preuzeo abh.com.hr
- Stipe Mesić i danas širi paunovo perje ponosan što je umirovio generale HV-a.  dnevno.hr . Piše: Zvonimir Hodak  Arhivirana inačica izvorne stranice od 8. kolovoza 2013. (Wayback Machine)